# US Super Tour w biegach narciarskich 2016/2017
US Super Tour w biegach narciarskich 2016/2017 to kolejna edycja tego cyklu zawodów. Rywalizacja rozpoczęła się 3 grudnia 2016 r. w amerykańskim Bozeman, a zakończyła się 2 kwietnia 2017 r. w amerykańskim Birch Hill Recreation Area.
W poprzednim sezonie tego cyklu najlepsi byli Amerykanie: wśród kobiet Caitlin Patterson, a wśród mężczyzn Eric Packer.

## Kalendarz i wyniki

### Kobiety
| Lp. | Data             | Miejscowość                     | Dystans                          | 1. miejsce       | 2. miejsce        | 3. miejsce        |
| --- | ---------------- | ------------------------------- | -------------------------------- | ---------------- | ----------------- | ----------------- |
| 1.  | 3 grudnia 2016   | Rendezvous Ski Trails           | Sprint s. dowolnym               | Jennie Bender    | Erika Flowers     | Anne Hart         |
| 2.  | 4 grudnia 2016   | Rendezvous Ski Trails           | 10 km s. klasycznym              | Elizabeth Guiney | Katharine Ogden   | Kaitlynn Miller   |
| 3.  | 21 stycznia 2017 | Auburn Ski Club Training Center | Sprint s. klasycznym             | Jennie Bender    | Kaitlynn Miller   | Julia Kern        |
| 4.  | 22 stycznia 2017 | Auburn Ski Club Training Center | 5 km s. dowolnym                 | Odwołany         | Odwołany          | Odwołany          |
| 5.  | 17 lutego 2017   | Al Quaal Recreation Area        | Sprint s. dowolnym               | Julia Kern       | Caitlin Patterson | Jennie Bender     |
| 6.  | 18 lutego 2017   | Al Quaal Recreation Area        | 15 km s. dowolnym (start masowy) | Julia Kern       | Nicole Schneider  | Annika Richardson |
| 7.  | 19 lutego 2017   | Al Quaal Recreation Area        | 5 km s. klasycznym               | Kaitlynn Miller  | Caitlin Patterson | Elizabeth Guiney  |
| 8.  | 27 marca 2017    | Birch Hill Recreation Area      | 15 km bieg łączony               | Jessica Diggins  | Kikkan Randall    | Caitlin Patterson |
| 9.  | 29 marca 2017    | Birch Hill Recreation Area      | sprint s. dowolnym               | Jessica Diggins  | Kikkan Randall    | Erika Flowers     |
| 10. | 2 kwietnia 2017  | Birch Hill Recreation Area      | 30 km s. dowolnym (start masowy) | Jessica Diggins  | Kikkan Randall    | Chelsea Holmes    |

### Mężczyźni
| Lp. | Data             | Miejscowość                     | Dystans                          | 1. miejsce            | 2. miejsce            | 3. miejsce            |
| --- | ---------------- | ------------------------------- | -------------------------------- | --------------------- | --------------------- | --------------------- |
| 1.  | 3 grudnia 2016   | Rendezvous Ski Trails           | Sprint s. dowolnym               | Matthew Phillip Gelso | Tyler Kornfield       | Reese Hanneman        |
| 2.  | 4 grudnia 2016   | Rendezvous Ski Trails           | 15 km s. klasycznym              | Matthew Phillip Gelso | Benjamin Lustgarten   | Scott Patterson       |
| 3.  | 21 stycznia 2017 | Auburn Ski Club Training Center | Sprint s. klasycznym             | Benjamin Lustgarten   | Benjamin Saxton       | Reese Hanneman        |
| 4.  | 22 stycznia 2017 | Auburn Ski Club Training Center | 10 km s. dowolnym                | Odwołany              | Odwołany              | Odwołany              |
| 5.  | 17 lutego 2017   | Al Quaal Recreation Area        | Sprint s. dowolnym               | Tyler Kornfield       | Patrick Caldwell      | Reese Hanneman        |
| 6.  | 18 lutego 2017   | Al Quaal Recreation Area        | 20 km s. dowolnym (start masowy) | Evan Palmer-Charrette | Adam Martin           | Michael Somppi        |
| 7.  | 19 lutego 2017   | Al Quaal Recreation Area        | 10 km s. klasycznym              | David Norris          | Adam Martin           | Matthew Phillip Gelso |
| 8.  | 27 marca 2017    | Birch Hill Recreation Area      | 20 km bieg łączony               | Scott Patterson       | Patrick Caldwell      | Tad Elliott           |
| 9.  | 29 marca 2017    | Birch Hill Recreation Area      | sprint s. dowolnym               | Logan Hanneman        | Evan Palmer-Charrette | Tyler Kornfield       |
| 10. | 2 kwietnia 2017  | Birch Hill Recreation Area      | 50 km s. dowolnym (start masowy) | Scott Patterson       | Brian Gregg           | Eric Packer           |

### Sztafety mieszane
| Lp. | Data          | Miejscowość                | Dystans                  | 1. miejsce                                                          | 2. miejsce                                                               | 3. miejsce                                                  |
| --- | ------------- | -------------------------- | ------------------------ | ------------------------------------------------------------------- | ------------------------------------------------------------------------ | ----------------------------------------------------------- |
| 11. | 31 marca 2017 | Birch Hill Recreation Area | Sztafeta mieszana 4x5 km | SMS 1 Sophie Caldwell Benjamin Saxton Jessica Diggins Simi Hamilton | APU 1 Kikkan Randall Erik Bjornsen Sadie Maubet Bjornsen Scott Patterson | APU 2 Rosie Brennan Eric Packer Chelsea Holmes David Norris |

## Klasyfikacje
| Lp. | Zawodniczka       | Punkty |
| --- | ----------------- | ------ |
| 1.  | Chelsea Holmes    | 288    |
| 2.  | Caitlin Patterson | 252    |
| 3.  | Kaitlynn Miller   | 249    |
| 4.  | Anne Hart         | 221    |
| 5.  | Erika Flowers     | 220    |
| 6.  | Jennie Bender     | 214    |
| 7.  | Becca Rorabaugh   | 212    |
| 8.  | Rosie Frankowski  | 193    |
| 9.  | Caitlin Gregg     | 192    |
| 10. | Jessica Diggins   | 180    |
| 10. | Elizabeth Guiney  | 180    |
| 12. | Julia Kern        | 151    |
| 13. | Kikkan Randall    | 150    |
| 14. | Katharine Ogden   | 142    |
| 15. | Jessica Yeaton    | 113    |

| Lp. | Zawodnik              | Punkty |
| --- | --------------------- | ------ |
| 1.  | Scott Patterson       | 276    |
| 2.  | Patrick Caldwell      | 243    |
| 3.  | Brian Gregg           | 232    |
| 4.  | Tyler Kornfield       | 222    |
| 5.  | Benjamin Lustgarten   | 221    |
| 6.  | Logan Hanneman        | 178    |
| 7.  | Tad Elliott           | 176    |
| 7.  | Matthew Phillip Gelso | 176    |
| 9.  | David Norris          | 166    |
| 10. | Kris Freeman          | 164    |
| 11. | Benjamin Saxton       | 135    |
| 12. | John Hegman           | 132    |
| 13. | Martin Adam           | 125    |
| 14. | Moritz Madlener       | 124    |
| 15. | Reese Hanneman        | 111    |